# ふくい舞
ふくい 舞（ふくい まい、1984年12月17日 - ）は、日本の女性シンガーソングライター。夫は柳田優樹。
京都市上京区出身。血液型はA型。2011年1月1日、アーティスト表記を「福井舞」から「ふくい舞」に変更。

## 来歴・人物
中学2年生の時に、兄が持っていたハンソンのCDを聴き、音楽に興味を持つ。中学の終わり頃には友人と組んだバンドでドラムを担当する。18歳の時に京都府内の大学へ進学し、軽音楽サークルに入りボーカルを担当する。この頃よりプロの歌手を志すようになる。自身で作詞作曲を始めるようになり、最初の楽曲「Lucky」を書き上げる。音楽に集中することと学業との両立ができないことから、大学を中退して音楽活動を始めるようになる。2004年末より、地元京都で活動するインディーズバンド「POPLAR」のボーカルとして加入。2枚のアルバムを発表後、ソロ活動に転身するため2006年に脱退する。
2007年10月、初めて作ったデモCDが現在の所属プロダクションおよびエイベックスに渡り、デビューのきっかけをつかむ。
2008年2月下旬に京都より上京。8月20日、シングル「アイのうた」でデビュー。TBS系ドラマ『恋空』主題歌に起用され、9月には同曲の着うた配信ダウンロード数が150万ダウンロードを超える。11月19日には、デビューのきっかけとなった「Lucky」を2枚目のシングルとして発表。同年には日本レコード大賞新人賞を受賞した。
2009年2月4日、3枚目のシングル「Can Can/Promise You」を発表。3月4日には初のアルバム『MY SONG FOR YOU』を発表。
2011年1月1日、4枚目のシングル「いくたびの櫻」のリリースにあわせてアーティスト表記を「福井舞」から「ふくい舞」に変更。5月22日にはニューヨークで行われた JAPAN DAY@CENTRAL PARK 2011 に出演、「いくたびの櫻」などを演奏した。11月には、同曲を作詞した山上路夫が第44回日本作詩大賞を受賞。12月10日には、同曲が第44回日本有線大賞を受賞した。
2011年に発売されたゲームソフト『ファイナルファンタジーXIII-2』（PS3版）主題歌「約束の場所」歌手に抜擢された。「いくたびの櫻」「約束の場所」などが収録されたアルバム『Beautiful Days』は、オリコンチャートで最高位11位を記録した。同年12月31日に大阪府立体育会館で行われたWBC世界ミニマム級タイトルマッチ（井岡一翔の2度めの防衛戦）では日本国歌を歌唱。
2014年には所属レーベルのJ-moreから離れ、自主レーベルを立ち上げた。2015年のミラノ万博日本館の応援曲「おいしいもの食べよう」を制作。10月16日には、独立後初のアルバム『Breakaway』を発表。
弟の福井大将は吉本興業がプロデュースするユニットL.A.F.U.のメンバーとして芸能界デビューを果たした。

## 音楽性
作曲は幼少期に習っていたピアノを使って行う。作詞は、先に英語で書き上げ、その後日本語に変換して完成させるという。作詞および作曲のクレジットは「Maifukui」名義となっている。
フェイバリットアーティストに挙げているのはハンソンの他に、アラニス・モリセット、P!NK、ネリー・ファータド、ナターシャ・ベディングフィールド等、女性シンガーソングライターにも影響を受けていると公言している。WBA女子世界ミニマム級王者の多田悦子は、自身の入場曲として「Can Can」を使用している。

## サポートメンバー
- 田口慎二（Gt）
- 神佐澄人（Key）
- 山田潤一（Ba）
- 山崎慶（Dr）

## ディスコグラフィー
作品の詳細は各項目を参照。

### シングル
| 枚  | 発売日         | タイトル                      | 最高位 |
| --- | -------------- | ----------------------------- | ------ |
| 1st | 2008年8月20日  | アイのうた                    | 16位   |
| 2nd | 2008年11月19日 | Lucky                         | 119位  |
| 3rd | 2009年2月4日   | Can Can / Promise You         | 125位  |
| 4th | 2011年2月2日   | いくたびの櫻                  | 35位   |
| 5th | 2011年11月23日 | 約束の場所/たったひとりの味方 | 26位   |
| 6th | 2014年8月22日  | ゴーイングマイウェイ          |        |

### アルバム
| 枚  | 発売日         | タイトル        | 最高位 |
| --- | -------------- | --------------- | ------ |
| 1st | 2009年3月4日   | MY SONG FOR YOU | 55位   |
| 2nd | 2010年7月28日  | Lucky Charm     | 205位  |
| 3rd | 2011年12月14日 | Beautiful Days  | 11位   |
| 4th | 2015年10月26日 | Breakaway       |        |

### 配信限定楽曲
1. アイのうた（Winter Mix） - 2008年12月17日
  - 「着うた」・「着うたフル」限定配信
2. You are everything（福井舞 + PHATE） - 2009年7月29日
  - 「着うた」・「着うたフル」限定配信

### 参加作品
- Disney's Dream Pop TRIBUTE TO TOKYO DISNEY RESORT® 25TH ANNIVERSARY - 2009年1月28日
- 「ホール・ニュー・ワールド（新しい世界）」カバー収録

### タイアップ
| 曲名                 | タイアップ                                                                 |
| アイのうた           | TBSドラマ「恋空」主題歌                                                    |
| Lucky                | 日本テレビ「音楽戦士 MUSIC FIGHTER」2008年11月度POWER PLAY                 |
| Can Can              | TBS「CDTV」2009年1月度エンディングテーマ                                   |
| Hate Myself          | 河合塾マナビスCMソング                                                     |
| 希望のうた           | ミズノランニングCMソング                                                   |
| 明日はグッデイ       | シオノギ製薬ポポンピュメリCMソング                                         |
| やさしい人になりたい | テレビ東京「たけしのニッポンのミカタ!」2010年7月 - 9月度エンディングテーマ |
| いくたびの櫻         | NHK「正月時代劇『隠密秘帖』」・「土曜時代劇『隠密八百八町』」主題歌        |
| 約束の場所           | ゲームソフト『ファイナルファンタジーXIII-2』（PS3版）主題歌                |
| たったひとりの味方   | 東海テレビ昼ドラ『花嫁のれん』主題歌                                       |

## 出演

### テレビ
- レコ☆Hits!（2011年1月26日、日本テレビ）
- ウエンズデー J-POP（2011年2月2日、NHK-BS2）
- MUSIC JAPAN（2011年2月27日、NHK総合）
- NHK歌謡コンサート（2011年3月8日、NHK総合）
- ミュージックステーション（2011年3月18日、テレビ朝日）
- ベストヒット歌謡祭2011（2011年11月24日、ytv）
- 日曜ビッグバラエティ 第44回日本作詩大賞（2011年11月27日、テレビ東京） - 「いくたびの櫻」が大賞を受賞[20]（実際の受賞者は山上路夫）。
- ミューサタ（2011年12月10日、フジテレビ）
- 第44回日本有線大賞（2011年12月10日、TBSテレビ） - 「いくたびの櫻」を歌唱し、日本有線大賞を受賞した。
- 第53回輝く!日本レコード大賞（2011年12月30日、TBSテレビ） - 「いくたびの櫻」を作詞した山上路夫が作詞賞を受賞したのに伴い歌唱した。

### ラジオ
- 上柳昌彦 ごごばん!（2012年1月11日、ニッポン放送） - 14時台トークコーナー「ごごばん!トークセッション」ゲスト